# Kurt Agë Kadiu
Kurt Agë Kadiu (ur. 1868 w Lisie, zm. 1923 w Macie) – albański polityk.

## Życiorys
W 1912 roku był członkiem delegacji we Wlorze, która dnia 28 listopada podpisała Albańską Deklarację Niepodległości .